# Stanisław Kałdon
Stanisław Jan Kałdon (ur. 8 maja 1945 w Trześni, zm. 7 kwietnia 2022) – polski duchowny i teolog rzymskokatolicki, dominikanin, rekolekcjonista, prof. dr hab.

## Życiorys
Pierwszą profesję zakonną złożył 21 września 1965, śluby wieczyste złożył 22 września 1968, święcenia kapłańskie przyjął 31 maja 1972. W 1987 ukończył studia teologiczne w Akademii Teologii Katolickiej w Warszawie. 20 listopada 1992 obronił pracę doktorską Pobożność maryjna i jej rola w kształtowaniu postawy chrześcijanina w kazaniach O. Konstantego M. Żukiewicza OP, 7 grudnia 2000 habilitował się na podstawie pracy zatytułowanej Kaznodziejstwo Ojca Czesława Stanisława Mączki OP (1872-1939): na tle kaznodziejstwa pierwszej połowy XX wieku. 22 października 2007 nadano mu tytuł profesora w zakresie nauk teologicznych. Został zatrudniony na stanowisku adiunkta w Katedrze Teologii Pastoralnej Małżeństwa i Rodziny na Wydziale Studiów nad Rodziną Uniwersytetu Kardynała Stefana Wyszyńskiego.
Był profesorem nadzwyczajnym w Katedrze Pedagogiki Rodziny na Wydziale Pedagogicznym Wyższej Szkole Filozoficznej i Pedagogicznej "Ignatianum" w Krakowie, w Katedrze Historii Kaznodziejstwa na Wydziale Teologicznym Uniwersytetu Kardynała Stefana Wyszyńskiego w Warszawie i na Wydziale Teologicznym Papieskiej Akademii Teologicznej w Krakowie.
Od 2008 był kierownikiem Sekcji Homiletyki, od 2011 kierownikiem Katedry Historii Kaznodziejstwa na Wydziale Teologicznym Uniwersytetu Kardynała Stefana Wyszyńskiego w Warszawie.
Zmarł 7 kwietnia 2022.